# Diocesi di Ottabia
La diocesi di Ottabia (in latino Dioecesis Octabiensis) è una sede soppressa e sede titolare della Chiesa cattolica.

## Storia
Ottabia, nell'odierna Tunisia, è un'antica sede episcopale della provincia romana di Bizacena. Secondo Mesnage, la sede potrebbe essere stata istituita in uno dei latifondi africani di proprietà della Gens Octavia.
Di questa sede africana è noto un solo vescovo, Sabinico, il cui nome figura al 24º posto nella lista dei vescovi della Bizacena convocati a Cartagine dal re vandalo Unerico nel 484; Sabinico, come tutti gli altri vescovi cattolici africani, fu condannato all'esilio.
Dal 1933 Ottabia è annoverata tra le sedi vescovili titolari della Chiesa cattolica; dal 26 ottobre 2002 il vescovo titolare è Donald Lapointe, già vescovo ausiliare di Saint-Jérôme.

## Cronotassi

### Vescovi residenti
- Sabinico † (menzionato nel 484)

### Vescovi titolari
- Antônio Mazzarotto † (20 marzo 1965 - 16 marzo 1971 dimesso)
- Josef Vrana † (19 febbraio 1973 - 30 novembre 1987 deceduto)
- Paul Stephen Loverde (3 febbraio 1988 - 11 novembre 1993 nominato vescovo di Ogdensburg)
- Luciano Bergamin, C.R.L. (5 aprile 2000 - 24 luglio 2002 nominato vescovo di Nova Iguaçu)
- Donald Lapointe, dal 26 ottobre 2002